# 中国男子排球超级联赛
中国男子排球超級联赛（英語：China Volleyball League，简称及排超，前稱中國男子排球聯賽），创建于1996年，由中国排球协会组织，並由體育之窗文化產業有限公司（體育之窗）負責營運及推廣，是中国最高级别的男子排球职业联赛，目前有14支参赛球队。2017-18賽季正式更名為中国男子排球超級联赛，並採用全新標誌。
現時的賽季在每年十一月上旬至次年的五月上旬在主客場舉行，歴時約五個月。赛事分成常規賽（包括第一階段分組賽及第二階段排位賽），隨後是季后賽（包括第三階段四強交叉賽及第四階段總決賽），其中總決賽採用七場四勝制。
2017/18賽季起聯賽全面升級，負責營運的体育之窗不仅在内容包装制作、转播技术、衍生品开发等方面进行了全面升级，另外體育之窗的旗下子公司排球之窗已與苏宁体育、新浪体育簽約獲得新赛季中国排球超级联赛（含男子联赛、女子联赛、全明星赛）非独家新媒体版权，根据双方签署的合作协议，苏宁体育、新浪体育均将获得新赛季排超联赛不少于200场比赛（包括常规赛、季后赛、总决赛、全明星赛）的网络转播权。除了以上兩間公司外，还将有十余家媒体平台购买上述版权产品包，估計排超版权总收入可达到3000万。 此外，排超联赛已经獲光明乳业、匹克体育、玲珑轮胎、可口可乐、Osports全体育传媒、运动保等多家有实力的企业和品牌贊助，让排超联赛有了更多发展的资本。

## 歷史

### 1996-1999：四川缔造首个王朝
1996年亚特兰大奥运会后，中国男子排球联赛正式启动，四川男排拥有国家队的半壁江山，在二传周建安、主攻张翔和张利明、副攻朱刚等主力队员的带领下取得了联赛的「三连冠」。

### 1999-2003：江浙沪鏖战
1999-2000赛季，上海男排由名帅沈富麟执教，坚持攻守均衡打发的球队，以联赛各队中几乎平均身高最矮的阵容，半决赛爆冷击败了四川队，终结了其连冠的状态，上海男排在此后的决赛中3-1力克劲敌江苏首度登顶。沈富麟和王烨分获最佳教练和最佳二传的殊荣，同时在替补阵容中孕育出沈琼、汤淼和黄波等后晋新秀。
2000-2001赛季，上赛季决赛饮恨的江苏男排重整旗鼓，组成了以主攻施海荣、接应卢卫中和新锐陆飞为主的进攻体系，击败八一男排首夺联赛冠军，并在随后的2001-2002赛季中击败浙江男排蝉联冠军。
2002-2003赛季中，浙江男排和上海男排晋级最终的决赛，但是受到SARS事件的严重影响，被迫将决赛一度推迟五个月，让原本以老将征战的浙江男排有了更多的调整和体力恢复的时间，最终在决赛中击败了上海男排，但以年轻队员为主的上海男排在联赛中得到了锤炼，涌现出了一批球队核心与新锐。

### 2003-2012：上海男排实现九连冠与十冠王
2003-2004赛季决赛再次在上海男排和浙江男排之间展开，上海男排以主攻沈琼、徐文斐和接应汤淼的出色发挥，3-1力克浙江男排，时隔四年之后重夺联赛冠军，并开始了统治中国排坛近十年的历程。
2004-2005赛季，崛起中的辽宁男排与上海男排会师决赛，辽宁男排在三场两胜制比赛中主场击败上海，客场2-0领先的大优势下被上海男排最终翻盘。2005-2006赛季，上海男排在决赛中连胜两场2-0横扫江苏男排，并以赛季14连胜的不败成绩，成为继四川男排后第二支完成联赛「三连冠」的球队。
2006-2007赛季，上海男排再次在决赛中遭遇辽宁男排，最终上海男排在三场两胜制的赛制中2-0横扫。上海男排整个赛季成绩为15胜1负，主场8战全胜。2007-2008赛季前，上海男排遭遇主力汤淼训练中意外受伤致瘫痪的重大意外，赛季中遭遇了主攻王之腾决赛前受伤的窘境，依然凭借全队稳定的发挥，常规赛保持18场全胜，主场一局未失的佳绩杀入决赛，最终在五场三胜制的赛制中以3-1击败决赛中的老对手辽宁男排，第四次蝉联联赛冠军。
2008-2009赛季，上海男排在常规赛中连续不敌辽宁和江苏等队，排名一度跌至第8位，季后赛中主场还先后输给了四川、河南两队，直到沈富麟受邀复出执教后才止住颓势，杀进决赛。面对首次晋级决赛的河南男排，最终上海男排以3-1成功胜出。2009-2010赛季，上海男排对首发阵容进行了大调整，联赛成绩出现起伏但依然晋级决赛，在决赛中，并在三场两胜制的比赛中2-0击败八一男排。
2010-2011赛季，上海男排平均年龄达28岁，为参赛10支球队中最大的，这支年龄老化的球队却依然发挥问题，提前一轮锁定常规赛第一，并在决赛中两回合横扫江苏男排。2011—2012赛季依然波澜不惊，上海男排成功进入决赛，以两回合2-0的比赛横扫八一男篮。

### 2012-2014：北京夺冠开启外援时代
2012-2013赛季，北京男排启用双外援使得球队自身实力大大提升，而「十冠王」上海男排却显露颓势，在艰难晋级四强后连续输给了八一和河南最终名列联赛第4。最终，北京男排和八一男排会师决赛，北京男排在两回合首战主场2-3惜败八一男篮的劣势下，连胜两场2-1逆转八一，成为第五支夺得男排联赛冠军的球队。
2013-2014赛季，本赛季北京队和上海队都引入多名国际知名外援，包括了上海队的意大利国手萨瓦尼和美国国手大卫李，以及北京队的沃特和加拿大国手温特斯。最终在决赛中出现多次争议判罚后，北京队2：1险胜上海卫冕。

### 2014-2020：上海男排实现第三次卫冕重建霸权
2014-2015赛季，沈琼取代吕宁馨成为上海队新教练，也是男排联赛历史上最年轻的主教练，上海男排保留了萨瓦尼外，引入了塞尔维亚国手大胡子尼克科瓦奇，并且大量启用新人，最耀眼的是国青队副攻张哲嘉。本赛季上海队接应戴卿尧脱胎换骨，训练减肥后威力大增，成为上海队得分王，上海队一路高歌，半决赛大比分2:0完胜北京，决赛3:1击败山东，再次重夺冠军。
2015-2016赛季，本赛季富有戏剧性，赛季之初，北京队成为热门，引入的澳大利亚国手埃德加威力巨大，几乎无人可挡，上海队出现大量伤病，包括小将张哲嘉一赛季缺席，实力受损较大，外援斯克托能力不佳。最终北京轻松夺取常规赛冠军。
但是进入淘汰后，上海队引入了意大利国手撒比，而伤病队员也逐渐归队，决赛中两队遭遇，上海队爆发出全部隐藏实力，出乎媒体和大众预料的以3：0（3:1;3:1;3:0)大比分完胜对手夺取该队联赛历史上第十二座冠军。
2016-2017赛季，在淘汰赛阶段，上海男排以总比分3-1战胜北京队，获得联赛历史上第十三座冠军。

## 參賽球隊
1996年聯賽（甲級聯賽）創辦時為12支球隊參加，每年聯賽最後的兩名會與乙級聯賽的球隊爭奪重回甲級聯賽資格。2017-18賽季起甲級聯賽擴軍至14支球隊，广东深圳国体及辽宁男排自動晉級。

## 賽制
赛事分為四個階段，第一及第二階段統稱為常規賽，第三及第四階段統稱為季后賽。常規賽中第一阶段把14支隊伍分成2个小组的分組赛（每組7隊），之後第二阶段是两小组各前四名之间进行的八強排位賽，常規賽結束。隨後進入季后賽，包括第三階段的四强交叉赛，以及第四階段总决赛，采用七场四胜制。
- 常規賽 — 第一阶段: 分組賽

採用分組主作客雙循環賽制；
按照上屆聯賽（資格賽）成績排名進行蛇形編排分為A組、B組，每組7支隊，進行6主6客比賽 (每組共14輪比賽，每輪各有一支隊伍輪休)。第一階段成績帶入第二階段，各小組前四名進入第二階段比賽。
- 常規賽 — 第二階段: 排位赛 （八強賽）

採用分組主作客雙循環賽制；
A組1-4名對B組1-4名進行4主4客比賽，決定第二階段第1-4名的名次和聯賽第5-8名的最終名次。
A組5-7名對B組5-7名進行3主3客比賽。決定聯賽第9-14名的最終名次。
- 季后賽 — 第三阶段: 半決賽 （四強賽）

按照第二階段名次1-4、2-3進行交叉賽，採用五場三勝制，第二階段排名在前的隊依次進行一個主場、兩個作客、兩個主場比賽。
- 季后賽 — 第四阶段: 總決賽（冠軍戰）及三、四名決賽

1.  第三階段負者進行三、四名決賽，採用三場兩勝制。第二階段排名在前的隊依次進行一個主場、一個作客、一個主場比賽。
2. 第三階段勝者進行冠亞軍決賽，採用七場四勝制。第二階段排名在前的隊依次進行一個主場、兩個作客、一個主場、一個作客、兩個主場比賽。

### 比赛积分計算
第一階段和第二階段決定排名辦法：
1. 勝場：同組比賽中獲勝的比賽場次數量，勝場多者排名在前。
2. 比賽積分：當兩支或兩支以上的隊勝場相等時，比賽積分多者排名在前，計分方法如下：
- 3：0或3：1胜 积3分
- 3：2胜       积2分
- 2：3负       积1分
- 1：3或0：3负积0分

## 全明星賽
中國排球聯賽在1996年開辦之後的三個賽季均舉辦了全明星賽。但1998-1999賽季全明星賽結束後，這一賽事被中斷。1997年，中国排协在首届职业联赛和八运会较量结束后适时推出南北明星对抗赛，将国手和联赛中表现抢眼的选手以长江为界一分为二进行分组对抗。1997-1998赛季，排协推出的明星赛以联赛亚军得主江苏男女排为班底组建明星联队，分别向女排联赛冠军上海和男排联赛冠军四川对抗。1998-1999赛季，当年的明星赛将中国女排国家队分为李宁队和波特队隔网对抗，国家队新旧主帅胡进和郎平在赛前举行感人至深的交接仪式。最終李宁明星队以3比2击败波特明星队，五局比分为18-25、25-23、21-25、25-22、15-11。
直到2016-2017賽季才再度推出近年排球聯賽的首個全明星賽，於2017年2月26日舉行，比賽由中國排球協會主辦，排球之窗、新浪體育以及深圳電視台聯合推出。

### 2016-2017賽季全明星賽
- 採用男女混編分組對抗，根據地域分為南北明星隊

- 南方北方全明星赛分为5局进行，每局13分钟。第一、二局为全明星男队对抗，第三局为元老明星男女混合比赛，第四、第五局为全明星女队对抗

北方明星隊: 天津、遼寧、北京、山東、河南、河北、八一 
南方明星隊: 江蘇、浙江、上海、四川、福建、雲南、湖北

### 2017-2018賽季全明星賽
- 採用男女分組對抗，分數分開計算，根據地域分為南北明星隊

- 分为4局进行，每局20分钟。第一、二局为全明星男队对抗，第三、第四局为全明星女队对抗，兩局限時內取得較多分數的一方勝出

- 首次新增設技巧大賽，比賽內容包括发球精准挑战赛、扣球大赛、传垫技巧大赛

### 過往全明星賽結果
| 賽季    | 舉辦地點       | 舉辦日期        | 比分                            | 勝方         | 獎項 | 技巧大賽冠軍球員                                                                   |
| ------- | -------------- | --------------- | ------------------------------- | ------------ | --- | ---------------------------------------------------------------------------------- |
| 2016-17 | 深圳寶安體育館 | 2月26日         | 北方明星隊 59-47 南方明星隊     | 北方明星隊   | 最佳人气教练：蔡斌（南方明星隊） 最佳人气男运动员：張晨（南方明星隊）                                                            | -                                                                                  |
| 2017-18 | 深圳寶安體育館 | 4月13日-4月14日 | 北方男明星隊 41-40 南方男明星隊 | 北方男明星隊 | 最佳人气男运动员：季道帥（北方男明星隊） 最闪耀健康光彩球员奖：袁心玥（北方女明星隊） 最受欢迎国际球员奖：金软景（南方女明星隊） | 发球精准挑战赛：詹國俊 扣球大赛：江川 传垫技巧大赛：姚迪及丁慧（與女子組球員搭檔） |

## 外援制度
山东济钢是中国首个引进男排外援的俱乐部。时任山东队主帅的张洛大手笔引进了中国男排联赛首位外援俄罗斯主攻尤拉却不成功，尤拉试水中国联赛水土不服，未能帮助球队完成六强目标，被冠以“水货”之名。山东男排第二只“螃蟹”却美味可口，俄罗斯外援迪马在2002年帮助山东队夺得联赛第四名。迪马得到认可，2002-2003赛季与山东济钢续约。
在外援的使用上，联赛规定，各隊引援數目不設上限，而每场比赛允许有最多两名外援同时上场比赛。2017-18賽季放寛予上賽季第7至14名的球队在比赛中同时安排三名外援上场。

## 本地球員轉會制度
本土的球員在聯賽開始至結束可最多臨時轉會一次，轉會市場通常在第一階段及第二階段結束後較為活躍，而每个俱乐部允许临时转会最多两名运动员，以讓晉級的隊伍補充後備能力及彌補陣容上的不足。

## 历届联赛三甲
| 年份        | 总冠军                       | 总比分                       | 亚军                         | 季軍                         |
| ----------- | ---------------------------- | ---------------------------- | ---------------------------- | ---------------------------- |
| 1996-97赛季 | 四川世界乐园                 |                              | 浙江男排                     | 辽宁男排                     |
| 1997-98赛季 | 四川雄起酒业                 |                              | 江苏男排                     | 浙江男排                     |
| 1998-99赛季 | 四川佛兰                     |                              | 浙江男排                     | 成都军區                     |
| 1999-00赛季 | 上海有线                     | 3-1 (开始启用五场三胜制)     | 江苏男排                     | 八一男排                     |
| 2000-01赛季 | 江苏一品梅                   | 3-1                          | 八一男排                     | 浙江男排                     |
| 2001-02赛季 | 江苏一品梅                   | 3-1                          | 浙江男排                     | 遼寧男排                     |
| 2002-03赛季 | 浙江利群                     | 3-1                          | 上海东方                     | 辽宁男排                     |
| 2003-04赛季 | 上海东方                     | 3-1                          | 浙江男排                     | 八一男排                     |
| 2004-05赛季 | 上海东方                     | 2-1 (开始启用三场两胜制)     | 辽宁男排                     | 八一男排                     |
| 2005-06赛季 | 上海东方                     | 2-0                          | 江苏男排                     | 八一男排                     |
| 2006-07赛季 | 上海东方                     | 2-0                          | 辽宁男排                     | 河南男排                     |
| 2007-08赛季 | 上海东方邓禄普               | 3-1 (回復五场三胜制)         | 辽宁男排                     | 河南男排                     |
| 2008-09赛季 | 上海邓禄普                   | 3-1                          | 河南男排                     | 八一男排                     |
| 2009-10赛季 | 上海邓禄普                   | 2-0 (回復三场两胜制)         | 八一男排                     | 江苏男排                     |
| 2010-11赛季 | 上海唐朝                     | 2-0                          | 江苏男排                     | 八一男排                     |
| 2011-12赛季 | 上海唐朝                     | 2-0                          | 八一男排                     | 遼寧男排                     |
| 2012-13赛季 | 北京汽车                     | 2-1                          | 八一男排                     | 河南男排                     |
| 2013-14赛季 | 北京汽车                     | 2-1                          | 上海唐朝                     | 山东男排                     |
| 2014-15赛季 | 上海金色年華                 | 3-1 (回復五场三胜制)         | 山东男排                     | 北京汽车                     |
| 2015-16赛季 | 上海金色年華                 | 3-0                          | 北京汽车                     | 山东男排                     |
| 2016-17赛季 | 上海金色年華                 | 3-1                          | 北京汽车                     | 四川男排                     |
| 2017-18赛季 | 上海金色年華                 | 4-2 (启用七场四胜制)         | 北京汽车                     | 四川男排                     |
| 2018-19赛季 | 上海金色年華                 | 3-0 (回復五场三胜制)         | 北京汽车                     | 江蘇南京廣電貓貓             |
| 2019-20赛季 | 上海金色年華                 | 3-0                          | 江蘇南京廣電貓貓             | 山東體彩                     |
| 2020-21赛季 | 北京汽车                     | 2-0 (回復三场两胜制)         | 上海光明食品                 | 江蘇南京廣電貓貓             |
| 2021-22赛季 | 因新冠肺炎 (COVID-19) 而取消 | 因新冠肺炎 (COVID-19) 而取消 | 因新冠肺炎 (COVID-19) 而取消 | 因新冠肺炎 (COVID-19) 而取消 |
| 2022-23赛季 | 北京汽车                     | 2-0 (回復三场两胜制)         | 上海光明食品                 | 浙江體彩                     |
| 2023-24赛季 | 上海光明                     | 2-0                          | 北京汽车                     | 浙江體彩                     |
| 2024-25赛季 | 上海光明                     | 2-1                          | 保定沃隶                     | 天津食品集團                 |

## 球隊奪冠次數統計
| 球队             | 夺冠次数 |
| ---------------- | -------- |
| 上海金色年华男排 | 18次     |
| 北京汽车男排     | 4次      |
| 四川男排         | 3次      |
| 江苏男排         | 2次      |
| 浙江能源男排     | 1次      |

## 官方贊助商
2017-2018賽季起联赛正式更名為中国男子排球超級联赛，獲得多家公司贊助支持，而匹克體育成為體育服裝設備的主贊助商。

### 歷年官方赞助商一览
| 贊助年份或賽季 | 贊助公司                   |
| -------------- | -------------------------- |
| 1996-1997      | 金施爾康（中美上海施贵宝） |
| 1997-1998      | -                          |
| 1998-2000      | 維達                       |
| 2000-2007      | 步步高                     |
| 2007-2010      | 安踏                       |
| 2010-2016      | 361°                       |
| 2016-2017      | -                          |
| 2017-          | 匹克體育                   |

## 外部連結
- 中国排球协会官方网站
- 中国排球网
- 中国男子排球超級联赛官方网站（页面存档备份，存于）